# Большой Талдыколь (озеро, Астана)
Большой Талдыколь (каз. Үлкен Талдыкөл) — озеро в столице Казахстана, в городе Астана. Находится на левом берегу реки Ишим. Восточнее расположено озеро Талдыколь.

## История
Историческая высота уровня воды — 342,2 м.
В 1969 году озёра Большой Талдыколь и Ульмес с прилегающей к ним территорией были обнесены дамбой и с 1970 года использовались как Талдыкольский накопитель-испаритель сточных вод при очистных сооружениях Целинограда. Уровень воды поднялся до 344 м. Площадь накопителя составляла 2021 га, объём — 65,6 млн м³. По состоянию на 2005 год, объём воды в накопителе составлял 54 млн м³, объём иловых отложений оценивался в 4,2 млн м³. В связи с угрозой переполнения накопителя и расширением территории Астаны, в результате которого накопитель сточных вод оказался в черте города, маслихат Астаны принял решение о его ликвидации и рекультивации занимаемой им территории.
С 2005 года с целью ликвидации накопителя и возвращения озера в его естественные границы (400 га) проводились реконструкция очистных сооружений, подготовка накопителя-испарителя в сухой котловине озера Карабидалы в 34 км от Астаны и перекачка туда воды из Талдыкольского накопителя, обезвоживание и захоронение иловых осадков. К 2015 году совершенствование очистных сооружений позволило проводить очистку сточных вод до культурно-бытового уровня и сбрасывать их в реку Ишим. К концу 2017 года водоём был очищен от иловых отложений, его акватория уменьшена до естественных границ (500 га).

## Кладбища
На северо-восточном берегу озера находится действующее мусульманское кладбище села Талдыколь, 51°08′01″ с. ш. 71°21′14″ в. д.. Кладбище расположено снаружи дамбы, ограждавшей Талдыкольский испаритель-накопитель, однако в период его эксплуатации подверглось подтоплению. Некоторые надгробия упали, территория заросла камышом. В 2008 году кладбище было ограждено: потомки похороненных на нём людей установили забор и ворота. В 2013 году многие надгробные камни заменили. По сведениям НИИ археологии им. К. А. Акишева, на кладбище Талдыколь обнаружено 20 надгробий, датированных с 1942 по 1967 год.
На юго-восточном берегу озера, внутри дамбы Талдыкольского накопителя-испарителя, расположено недействующее кладбище. Координаты: 51°06′57″ с. ш. 71°20′54″ в. д.. В 1952 году прилегавшее к этому кладбищу поселение уже находилось в развалинах.